# Limosna (canción)
«Limosna» es una canción grabada por la cantante y compositora mexicana Natalia Lafourcade junto a Meme del Real. La canción fue escrita por Agustín Lara y producida por Cachorro López. Fue lanzada el 21 de febrero de 2013 como el segundo sencillo de su cuarto álbum de estudio Mujer divina.

## Video musical
El video musical oficial de «Limosna» fue lanzado el 15 de marzo de 2013 en la plataforma digital YouTube, fue grabado en la Ciudad de México bajo la dirección de Floria González. El videoclip ha recibido más de 2 millones de vistas desde su publicación.

## Lista de canciones

### Descarga digital
| Limosna — Single |           |          |  |
| N.º              | Título    | Duración |  |
| 1.               | «Limosna» | 3:53     |  |